# Frea holobrunnea
Frea holobrunnea är en skalbaggsart som beskrevs av Stefan von Breuning 1970. Frea holobrunnea ingår i släktet Frea och familjen långhorningar.
Artens utbredningsområde är Sierra Leone. Inga underarter finns listade i Catalogue of Life.